# Astragalus kerrii
Astragalus kerrii es una especie de planta del género Astragalus, de la familia de las leguminosas, orden Fabales.

## Distribución
Astragalus kerrii se distribuye por Estados Unidos.

## Taxonomía
Fue descrita científicamente por P. J. Knight & A. C. Cully. Fue publicada en Southw. Naturalist 36: 198 (1991).